# デリヴァリー
デリヴァリー（Delivery）は、イギリスのプログレッシブ・ロック・バンド。

## 来歴
1968年：Bruno's Blues Bandが発展する形で、スティーヴ・ミラー、フィル・ミラー、ピップ・パイル、ロル・コックスヒル、ジャック・モンクにより結成。
1970年：ミラー兄弟、パイル、キャロル・グライムス、ロイ・バビントンで1stアルバム『フールズ・ミーティング』録音。(Carol Grimes And Delivery名義)
　　　　　
1971年：パイル脱退 (後にゴング)、ローリー・アラン加入。グライムス、バビントン脱退、後に解散。
1972年：ミラー兄弟、パイル、リチャード・シンクレアにより再結成。この編成が後に、ハットフィールド・アンド・ザ・ノースとなる。

　　　　　(スティーヴ・ミラーを含めるか否かは諸説ある)

## メンバーと担当楽器

### 第1期 1968年-1969年
- スティーヴ・ミラー (Steve Miller) - ピアノ、ボーカル
- フィル・ミラー (Phil Miller) - ギター
- ピップ・パイル (Pip Pyle) - ドラム
- ロル・コックスヒル (Lol Coxhill) - ソプラノ・サックス
- ジャック・モンク (Jack Monk) - ベース

### 第2期 (Carol Grimes And Delivery) 1969年-1971年1月
- スティーヴ・ミラー (Steve Miller) - ピアノ、ボーカル
- フィル・ミラー (Phil Miller) - ギター
- ピップ・パイル (Pip Pyle) - ドラム
- キャロル・グライムス (Carol Grimes) - ボーカル
- ロイ・バビントン (Roy Babbington) - ベース

+
- ロル・コックスヒル (Lol Coxhill) - ソプラノ・サックス(ゲスト/1stアルバム)

1stアルバム『フールズ・ミーティング』録音。

### 第3期 1971年1月-5月
- スティーヴ・ミラー (Steve Miller) - ピアノ、ボーカル
- フィル・ミラー (Phil Miller) - ギター
- キャロル・グライムス (Carol Grimes) - ボーカル
- ロイ・バビントン (Roy Babbington) - ベース
- ローリー・アラン (Laurie Allan) - ドラム

### 第4期 1972年9月-10月
- スティーヴ・ミラー (Steve Miller) - ピアノ、エレクトリック・ピアノ
- フィル・ミラー (Phil Miller) - ギター
- ピップ・パイル (Pip Pyle) - ドラム
- リチャード・シンクレア (Richard Sinclair) - ベース、ボーカル

+
- ディディエ・マレルブ (Didier Malherbe) - フルート (1972年9月のギグにゲスト参加)

「One For You」「Will My Thirst Play Me Tricks / The Ant About To Be Crushed Ponders Not The Where Withal Of Boot Leather」を録音。

### 第5期 1972年11月
- スティーヴ・ミラー (Steve Miller) - エレクトリック・ピアノ
- フィル・ミラー (Phil Miller) - ギター
- ピップ・パイル (Pip Pyle) - ドラム
- リチャード・シンクレア (Richard Sinclair) - ボーカル
- ロイ・バビントン (Roy Babbington) - ベース
- ロル・コックスヒル (Lol Coxhill) - ソプラノ・サックス

### 第6期 1973年
- スティーヴ・ミラー (Steve Miller) - ピアノ、エレクトリック・ピアノ
- ロル・コックスヒル (Lol Coxhill) - ソプラノ・サックス
- ロイ・バビントン (Roy Babbington) - ベース
- ローリー・アラン (Laurie Allan) - ドラム

## ディスコグラフィ

### スタジオ・アルバム
- 『フールズ・ミーティング』 - Fools Meeting (1970年 第2期)

### シングル
- "Harry Lucky/Home Made Ruin" (1970年 第2期)

### その他
- ロル・コックスヒル&スティーヴ・ミラー: Miller/Coxhill (1973年)

第4期編成での「One For You」「Will My Thirst Play Me Tricks / The Ant About To Be Crushed Ponders Not The Where Withal Of Boot Leather」を収録している。
- ロル・コックスヒル&スティーヴ・ミラー: 『ストーリー・ソー・ファー/オー・リアリー？』 - Miller/Coxhill Coxhill/Miller "The Story So Far..." "...Oh Really?" (2007年)

上記を含むCDに第5期のライブ音源「Betty (You Pays Your Money, You Takes Your Chances)」「God Song」「Bossa Nochance / Big Jobs」を追加収録している。「Bossa Nochance / Big Jobs」は後にハットフィールド・アンド・ザ・ノースの1stに収録される曲である。